# Estonie au Concours Eurovision de la chanson 2017
L'Estonie est l'un des quarante-deux pays participants du Concours Eurovision de la chanson 2017, qui se déroule à Kiev en Ukraine. Le pays est représenté par Koit Toome et  Laura et leur chanson Verona, sélectionnés via l'Eesti Laul. Arrivé en 14e place en demi-finale, avec 85 points, le pays ne se qualifie pas pour la finale.

## Sélection
Le diffuseur estonien confirme sa participation le 17 mai 2016. Le représentant du pays est sélectionné via l'Eesti Laul. L'émission est constituée de deux demi-finales, qui se déroulent le 11 et 18 février 2017, et d'une finale, qui a lieu le 4 mars 2017. 
Dix artistes concourent dans chaque demi-finale, et, à l'issue de chacune, cinq d'entre eux se qualifient pour la finale, qui compte donc dix artistes également.

### Émissions

#### Demi-finales
Lors de chaque demi-finale, dix artistes sont en compétition. De chaque demi-finale, cinq chanteurs se qualifient pour la finale après un vote combiné d'un jury et du télévote : quatre à l'issue d'un premier tour de vote, et un cinquième après un deuxième tour de télévote seul parmi les six restants. 
- Qualifiés au premier tour
- Qualifié au deuxième tour

##### Première demi-finale
La première demi-finale a lieu le 11 février 2017.
| #  | Artiste                             | Chanson            | Premier tour | Premier tour | Premier tour | Premier tour | Premier tour | Deuxième tour | Deuxième tour |
| #  | Artiste                             | Chanson            | Jury         | Télévote     | Télévote     | Total        | Place        | Votes         | Place         |
| -- | ----------------------------------- | ------------------ | ------------ | ------------ | ------------ | ------------ | ------------ | ------------- | ------------- |
| 1  | Elina Born                          | In or out          | 12           | 1780         | 5            | 17           | 3            | —             | —             |
| 2  | Carl-Philip                         | Everything but you | 7            | 726          | 4            | 11           | 6            | 1089          | 3             |
| 3  | Laura Prits                         | Hey kiddo          | 1            | 660          | 3            | 4            | 8            | 696           | 6             |
| 4  | Leemet Onno                         | Hurricane          | 2            | 599          | 2            | 4            | 9            | 743           | 5             |
| 5  | Ivo Linna                           | Suur loterii       | 6            | 4244         | 12           | 18           | 1            | —             | —             |
| 6  | Lenna Kuurmaa                       | Slingshot          | 10           | 1912         | 7            | 17           | 2            | —             | —             |
| 7  | Karl-Kristjan & Whogaux feat. Maian | Have you now       | 8            | 2509         | 8            | 16           | 4            | —             | —             |
| 8  | Janno Reim & Kosmos                 | Valan pisaraid     | 3            | 590          | 1            | 4            | 10           | 991           | 4             |
| 9  | Ariadne                             | Feel me now        | 5            | 4241         | 10           | 15           | 5            | 8065          | 1             |
| 10 | Uku Suviste                         | Supernatural       | 4            | 1796         | 6            | 10           | 7            | 2906          | 2             |

##### Deuxième demi-finale
La deuxième demi-finale a lieu le 18 février 2017.
| #  | Artiste                            | Chanson               | Premier tour | Premier tour | Premier tour | Premier tour | Premier tour | Deuxième tour | Deuxième tour |
| #  | Artiste                            | Chanson               | Jury         | Télévote     | Télévote     | Total        | Place        | Votes         | Place         |
| -- | ---------------------------------- | --------------------- | ------------ | ------------ | ------------ | ------------ | ------------ | ------------- | ------------- |
| 1  | Koit Toome & Laura                 | Verona                | 6            | 5226         | 12           | 18           | 2            | —             | —             |
| 2  | Kerli                              | Spirit animal         | 12           | 2337         | 8            | 20           | 1            | —             | —             |
| 3  | Daniel Levi                        | All I need            | 10           | 1109         | 4            | 14           | 5            | 4058          | 1             |
| 4  | Liis Lemsalu                       | Keep running          | 8            | 2246         | 7            | 15           | 4            | —             | —             |
| 5  | Close To Infinity feat. Ian Karell | Sounds like home      | 1            | 940          | 2            | 3            | 9            | 1578          | 4             |
| 6  | Antsud                             | Vihm                  | 4            | 1691         | 6            | 10           | 6            | 2245          | 3             |
| 7  | Almost Natural                     | Electric              | 2            | 633          | 1            | 3            | 10           | 915           | 6             |
| 8  | Rasmus Rändvee                     | This Love             | 7            | 2678         | 10           | 17           | 3            | —             | —             |
| 9  | Alvistar Funk Association          | Make love, not war    | 3            | 1074         | 3            | 6            | 8            | 1305          | 5             |
| 10 | Angeelia                           | We ride with our flow | 5            | 1299         | 5            | 10           | 7            | 2265          | 2             |

#### Finale
La finale a lieu le 4 mars 2017. Pendant cette soirée, les dix qualifiés des demi-finales concourent. Le vainqueur est désigné par deux tours de vote. Dans un premier temps, trois chansons seront sélectionnées par une combinaison d'un vote des jurys et du public. Ensuite, le public seul décide du vainqueur parmi ces trois chansons.
- Qualifiés

| Finale | Finale                              | Finale        | Finale | Finale   | Finale   | Finale | Finale |
| #      | Artiste                             | Chanson       | Jury   | Télévote | Télévote | Total  | Place  |
| ------ | ----------------------------------- | ------------- | ------ | -------- | -------- | ------ | ------ |
| 1      | Liis Lemsalu                        | Keep running  | 6      | 4880     | 4        | 10     | 7      |
| 2      | Koit Toome & Laura                  | Verona        | 5      | 27759    | 12       | 17     | 2      |
| 3      | Whogaux & Karl-Kristjan feat. Maian | Have You Now  | 8      | 8362     | 5        | 13     | 4      |
| 4      | Lenna Kuurmaa                       | Slingshot     | 7      | 3422     | 2        | 9      | 8      |
| 5      | Daniel Levi                         | All I Need    | 2      | 3657     | 3        | 5      | 9      |
| 6      | Elina Born                          | In or Out     | 1      | 3057     | 1        | 2      | 10     |
| 7      | Ivo Linna                           | Suur loterii  | 4      | 14002    | 8        | 12     | 5      |
| 8      | Rasmus Rändvee                      | This Love     | 10     | 8617     | 6        | 16     | 3      |
| 9      | Ariadne                             | Feel Me Now   | 3      | 12325    | 7        | 10     | 6      |
| 10     | Kerli                               | Spirit Animal | 12     | 14497    | 10       | 22     | 1      |

| Superfinale        | Superfinale   | Superfinale | Superfinale |
| Artiste            | Chanson       | Télévote    | Place       |
| ------------------ | ------------- | ----------- | ----------- |
| Kerli              | Spirit Animal | 23901       | 2           |
| Rasmus Rändvee     | This Love     | 11641       | 3           |
| Koit Toome & Laura | Verona        | 44818       | 1           |

## À l'Eurovision
L'Estonie participe à la deuxième demi-finale, le 11 mai 2017. Arrivé 14e avec 85 points, le pays ne s'est pas qualifié pour la finale.